# Sangue Selvagem
Sangue Selvagem (em inglês:  Wise Blood; em alemão:  Der Ketzer ou Die Weisheit des Blutes) é um filme teuto-estadunidense de drama e comédia, realizado por John Huston.
O roteiro é baseado no livro Wise Blood, de Flannery O'Connor, publicado em 1952.

## Sinopse
Um jovem pobre, ambicioso e pouco educado do sul dos Estados Unidos está determinado a ser alguém e, para tal, decide tornar-se pregador e funda a sua própria igreja.